# Osiedle Wysoki Stoczek, Białystok
Wysoki Stoczek là một trong những quận của Białystok ở Ba Lan.